# Gerra (bướm đêm)
Gerra là một chi bướm đêm thuộc họ Noctuidae.

## Các loài
- Gerra aelia Druce, 1889
- Gerra brephos Draudt, 1919
- Gerra lunata Köhler, 1936
- Gerra pulchra Draudt, 1919
- Gerra radicalis Walker, 1865
- Gerra sevorsa Grote, 1882
- Gerra sophocles Dyar, 1912